# (7158) IRTF
(7158) IRTF ist ein Asteroid des äußeren Hauptgürtels, der am 1. März 1981 durch den US-amerikanischen Astronomen Schelte John Bus am Siding-Spring-Observatorium (IAU-Code 260) in der Nähe von Coonabarabran in Australien im Laufe des U.K. Schmidt-Caltech Asteroid Survey entdeckt wurde.
Die Benennung erfolgte am 21. Juli 2005 nach der Infrared Telescope Facility, einem Teleskop für Infrarotastronomie am Mauna-Kea-Observatorium auf Hawaii.
Der Himmelskörper gehört zur Eos-Familie, einer Gruppe von Asteroiden, welche typischerweise große Halbachsen von 2,95 bis 3,1 AE aufweisen, nach innen begrenzt von der Kirkwoodlücke der 7:3-Resonanz mit Jupiter, sowie Bahnneigungen zwischen 8° und 12°. Die Gruppe ist nach dem Asteroiden (221) Eos benannt. Es wird vermutet, dass die Familie vor mehr als einer Milliarde Jahren durch eine Kollision entstanden ist.